# Prins Mohamed bin Fahdstadion
Het Prins Mohamed bin Fahdstadion is een multifunctioneel stadion in Dammam, Saoedi-Arabië. Het stadion wordt vooral gebruikt voor voetbalwedstrijden, de voetbalclub Al-Ettifaq maakt gebruik van dit stadion. In het stadion is plaats voor 35.000 toeschouwers. Het werd geopend in 1973. Het stadion is vernoemd naar Muhammad bin Fahd Al Saud, van 1985 tot 2013 gouverneur van de Oostelijke provincie.